# Société des Toschi
La Société des Toschi (en Italien Società dei Toschi) était une corporation (ou société d'armes) organisée, possédant ses propres statuts, magistratures et armes, fondée à Bologne dans les premières années du XIIIe siècle regroupant dans la ville de Bologne de nombreux habitants provenant de la proche Toscane.

## Histoire
Entre les années 1200 et 1300, la communauté toscane était l'une des plus importantes fréquentant le milieu universitaire bolonais.
La Société des Toschi était constituée en majeure partie par des Florentins, des étudiants fréquentant l'athénée bolonais et par des familles entières en exil à cause des luttes incessantes aussi bien à Florence que dans les diverses villes toscanes  d'abord entre les Guelfes et Gibelins et ensuite entre Guelfes blancs et noirs.

## Sources
- (it) Cet article est partiellement ou en totalité issu de l’article de Wikipédia en italien intitulé « Società dei Toschi » (voir la liste des auteurs).